# Турьян, Пинхус Григорьевич
Пинхус Григорьевич Турьян (1896—1976) — участник Великой Отечественной войны, парторг 269-го отдельного сапёрного батальона 12-й армии Юго-Западного фронта, Герой Советского Союза, капитан.

## Биография
Родился в семье рабочего. Еврей. Член КПСС с 1918 года. Окончил 7 классов. Участник Гражданской войны. Был на административно-хозяйственной работе в Киевской области. Снова в РККА с 1941 года.
В действующей армии с июля 1941 года. При форсировании Днепра 26—28 сентября 1943 года в районе деревни Петро-Свистуново (Вольнянский район Запорожской области) руководил переправой частей на паромах. Участвовал в боях за плацдарм, в отражении контратак противника. Звание Героя Советского Союза присвоено 19 марта 1944 года.
С 1945 — в запасе. Жил в Киеве. Работал в строительном управлении.

## Награды
Указом Президиума Верховного Совета СССР от 19 марта 1944 года за мужество и героизм, проявленные при форсировании Днепра и удержании плацдарма на его правом берегу, капитану Пинхусу Григорьевичу Турьяну присвоено звание Героя Советского Союза с вручением ордена Ленина и медали «Золотая Звезда» (№ 1944).
Награждён орденом Ленина, орденом Красной Звезды, медалями.

## Память
Имя Героя занесено на стелу в Украинском музее Великой Отечественной войны.